# Đồng Xuân, Thanh Ba
Đồng Xuân là một xã thuộc huyện Thanh Ba, tỉnh Phú Thọ, Việt Nam.
Xã Đồng Xuân có diện tích 6,66 km², dân số năm 1999 là 4289 người, mật độ dân số đạt 644 người/km².